# 三宅幸夫
三宅 幸夫（みやけ ゆきお、1920年12月16日 - 1988年2月25日）は、奈良県橿原市出身の特許庁長官。日本鋼管（現JFEスチール・JFEエンジニアリング）副社長。67歳没。

## 来歴・人物
旧制八高、東京帝国大学法学部政治学科卒業後、1943年に商工省入省。同期に山下英明（通産事務次官）、新田庚一（経企事務次官）、楠岡豪（繊維雑貨局長）、長橋尚（公益事業局長、中部電力副社長、東邦石油社長）、井土武久（特許庁長官）など。
「官僚たちの夏」の庭野のモデル。統制経済志向の佐橋滋の八高後輩であり、なおかつ重用され、池田勇人通産大臣秘書官（1959年 - ）、重工業局鉄鋼業務課長（1960年 - ）などを経て、通産省企業局次長（1968年 - 1969年11月）から繊維雑貨局長（1969年11月 - 1970年10月）を歴任。しかし、次長から局長に昇任する過程で、次官候補からは外れたとされている。
繊維雑貨局長在任中、1969年11月以来、日米繊維交渉で局面打開にあたってきたが、当時の下田武三駐米大使の「アメリカの規制案を呑め」といった発言に、業界保護の通産省の立場から苦慮した。外務省との呉越同舟関係が浮き彫りになった発言であったが、この駐米大使の発言に対しては、「日本政府の訓令違反にあたる」といった批判も出た。こうした猛烈なせめぎ合いの立場から、持病の糖尿病が悪化したため、1970年8月に入院。
このことから、佐藤 - ニクソン会談で早急に政府間交渉を再開し、交渉妥結を図ることとされたため（1970年10月24日）、退任が認められ、同期の楠岡豪が局長（1970年10月29日 - 1971年8月13日）となり、その任にあたることとなった。のち復帰して同期の長橋尚のあとを受けて公益事業局長（1971年6月 - 1972年6月）に就任し、同じく同期の井土のあとを受けて就任した特許庁長官（1972年6月 - 1973年7月）にて退官。
退官後の1974年、日本鋼管（現JFEスチール、JFEエンジニアリング）入社。常務、専務を経て、1982年に副社長。のち取締役相談役。中東経済研究所理事長。他にテレビ神奈川取締役など。1988年2月、自宅で脳梗塞にて死去、67歳。

### 略歴
- 1943年 商工省入省
- 1950年3月31日 経済安定本部貿易局計画第二課
- 1950年6月30日 経済安定本部貿易局貿易政策課
- 1951年7月16日 中小企業庁
- 1952年8月16日 通商産業大臣官房総務課
- 1953年11月16日 通商産業大臣官房企画室員併任
- 1954年11月1日 通商産業大臣官房企画室員
- 1955年2月16日 通商産業省企業局併任
- 1956年8月16日 通商産業省企業局企業第二課長
- 1959年6月19日 通商産業大臣官房審議官
- 1960年7月23日 通商産業省重工業局鉄鋼業務課長
- 1964年4月1日 通商産業大臣官房企画室長
- 1966年3月31日 通商産業大臣官房調査課長併任
- 1966年6月4日 通商産業大臣官房調査課長併任解除
- 1966年7月1日 通商産業大臣官房総務課長
- 1967年10月9日 通商産業大臣官房調査統計部長
- 1968年10月1日 通商産業省企業局次長
- 1969年11月7日 通商産業省繊維雑貨局長
- 1970年10月29日 通商産業大臣官房付
- 1971年6月15日 通商産業省公益事業局長
- 1972年6月30日 特許庁長官
- 1973年7月25日 退官
- 1988年2月25日 死去、従三位勲二等瑞宝章